# Stigmatobracon basipennis
Stigmatobracon basipennis är en stekelart som beskrevs av Turner 1918. Stigmatobracon basipennis ingår i släktet Stigmatobracon och familjen bracksteklar. Inga underarter finns listade i Catalogue of Life.